# Ma Quan (pintora)
Ma Quan (Chino: 馬荃, fechas desconocidas), nombre de cortesía Jiangxiang (Chino: 江香), fue una pintora Qing que vivió durante los siglos XVII y XVIII y se especializó en pintura de pájaros y flores. Como artista femenina que vendió sus pinturas, el estilo artístico de Ma es muy diferente tanto del estilo de la corte imperial, como del estilo de las "jóvenes damas talentosas" contemporáneas (en chino: 名媛).

## Biografía
Existe poca información sobre la vida de Ma Quan, pero las fuentes sugieren que nació en Changshu y que era hija o nieta del artista erudito Ma Yuanyu. Al final de su vida, Ma sufrió de ceguera, y las pinturas de sus alumnos se vendieron con su firma.
Hizo pinturas de pájaros y flores para vender cuando ella y su esposo encontraron dificultades financieras. Gradualmente, sus pinturas se hicieron tan populares que otras personas preparaban la pintura para que ella pudiera hacer más trabajos más rápido. En sus últimos años, fue comparada de forma positiva con artistas de la dinastía Ming como Shen Zhou, y muchas personas en Changshu, particularmente mujeres, la buscaron para solicitar sus enseñanzas, incluido un artista que luego ganaría fama, Jiang Lixi (Chino: 蒋季锡).

## Arte
Los temas de Ma incluyen mariposas, abejas y libélulas, y los críticos modernos identifican su pincelada como muy controlada, consiguiendo trazos particularmente finos. Principalmente pintaba flores y pájaros vistos en un jardín ordinario, en contraste con las pinturas de la corte imperial. A una pintura de crisantemos, Ma agregó un poema sobre cómo no tiene sitio para plantar tales flores, pero puede cuidarlas con su pincel. En comparación con Ma Yuanyu, las obras de Ma Quan han sido descritas como igualmente realistas, pero capaces de transmitir una esencia estética. El último artista Qing, Tai Zuyong (Chino: 秦祖永) describió sus pinturas como seductoras pinceladas de interés sereno. Ma estuvo fuertemente influenciada por los estilos artísticos de la dinastía Song, que expresa en sus etiquetas frecuentes que una imagen ha sido pintada en el "estilo de la canción".
Las pinturas de Ma han sido comparadas con las de Yun Bing (en chino: 恽冰), otra artista femenina de la región de Jiangsu y tía de Yun Zhu. Mientras que Yun era conocida por su habilidad para pintar sujetos sin contornos (Chino: 没骨法), Ma era experta en crear pinturas con siluetas definidas (en chino: 勾染法).

## Galería

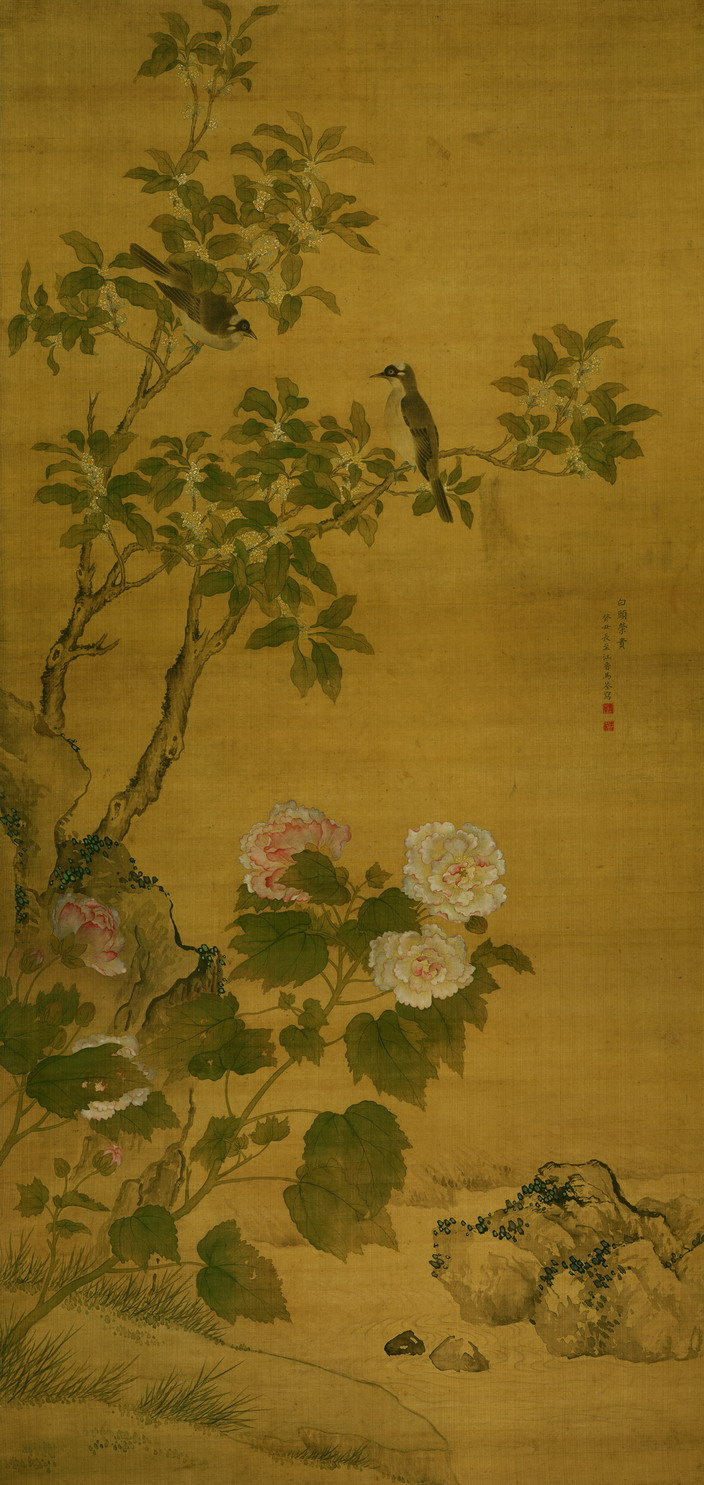
El honor y la gloria de la Cabeza Blanca (白头 荣贵 图), Museo Tianjin
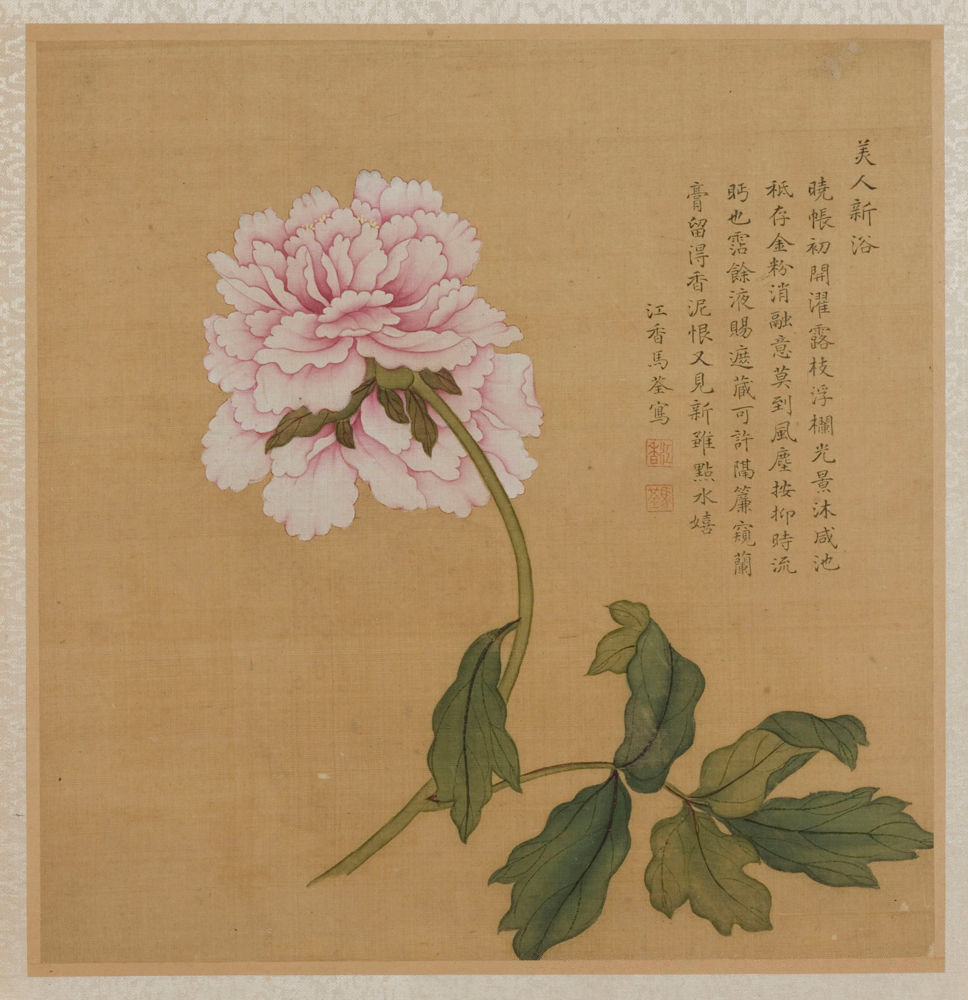
Flor pintada en una hoja doblada (设 色 花卉 折页）, Museo de Shenzhen
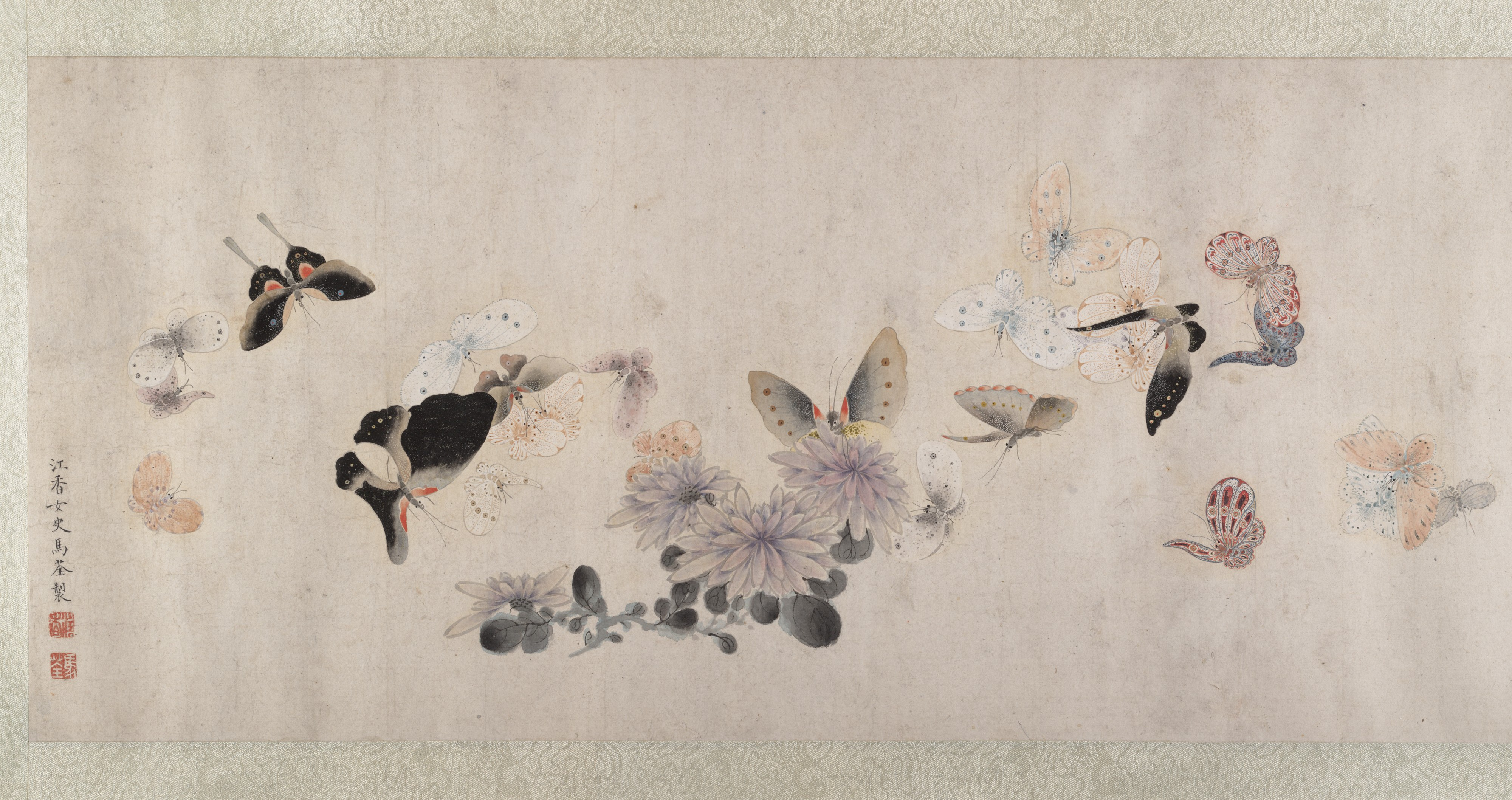
Flores y mariposas (花蝶 圖), Metropolitan Museum of Art
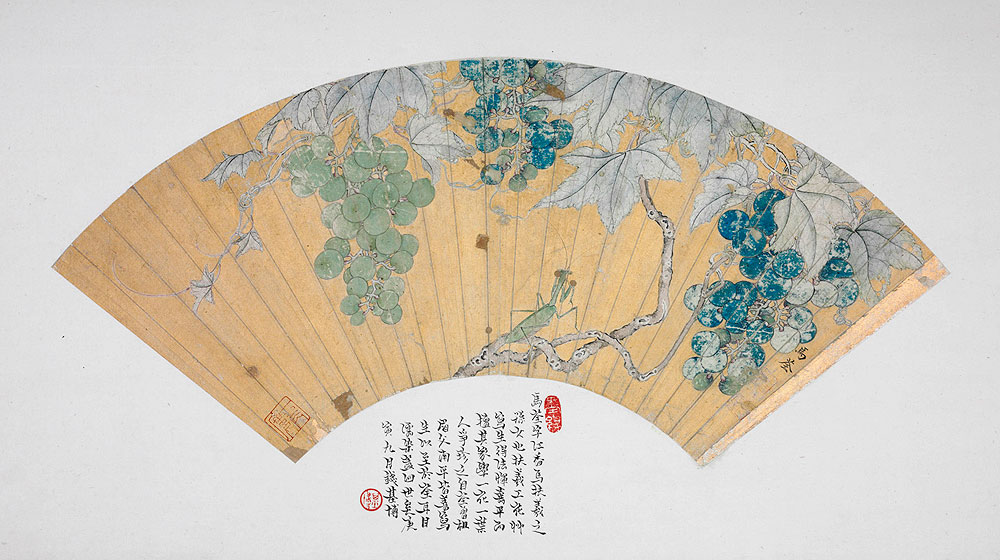
Uvas y Mantis (葡萄 螳螂 图), Museo Hunan